# Daisy Greville, Countess of Warwick

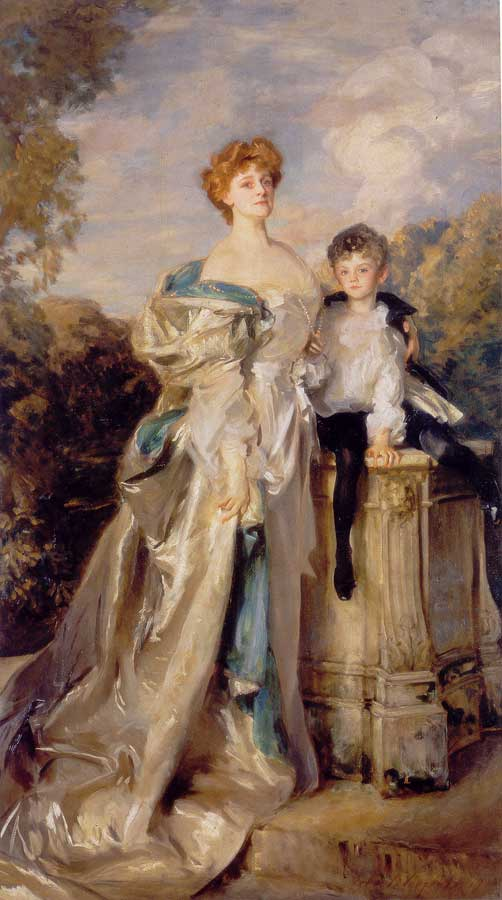
John Singer Sargent: Die Countess of Warwick mit ihrem Sohn Maynard, Öl auf Leinwand, 1905

Frances Evelyn Greville, Countess of Warwick, genannt Daisy (geborene Maynard; * 10. Dezember 1861 in London; † 26. Juli 1938 in Warwick), war eine britische High-Society-Lady und Mätresse von König Eduard VII.

## Leben
Sie war die Tochter von Colonel Hon. Charles Henry Maynard (1814–1865) und seiner zweiten Frau Blanche Adeliza FitzRoy (1839–1933). Ihr Vater war der einzige Sohn und Erbe des Henry Maynard, 3. Viscount Maynard (1786–1865). Ihr Vater starb im Januar 1865 und im Mai desselben Jahres auch dessen Vater, der der letzte Viscount Maynard blieb, woraufhin Frances Evelyn wesentliche Teile von dessen Ländereien, einschließlich des Familiensitzes Easton Lodge in Essex, erbte. Ihre Mutter heiratete 1866 in zweiter Ehe Robert St. Clair-Erskine, 4. Earl of Rosslyn (1833–1890). Die Erziehung von Frances Evelyn, in der Familie Daisy genannt, wurde von den Eltern streng überwacht. Frances galt als frühreif und ausgesprochen intelligent.
Daisy wurde als zukünftige Braut des Prinzen Leopold, 1. Duke of Albany (1853–1884), jüngster Sohn der britischen Königin Victoria, betrachtet. Stattdessen heiratete sie am 30. April 1881 in London Francis Greville, Lord Brooke (1853–1924). Als dessen Gattin führte sie zunächst den Höflichkeitstitel Lady Brooke und ab 1893, als ihr Gatte seinem Vater als 5. Earl of Warwick und das Paar ins Warwick Castle einzog, den Höflichkeitstitel Countess of Warwick. Aus der Ehe gingen fünf Kinder hervor:

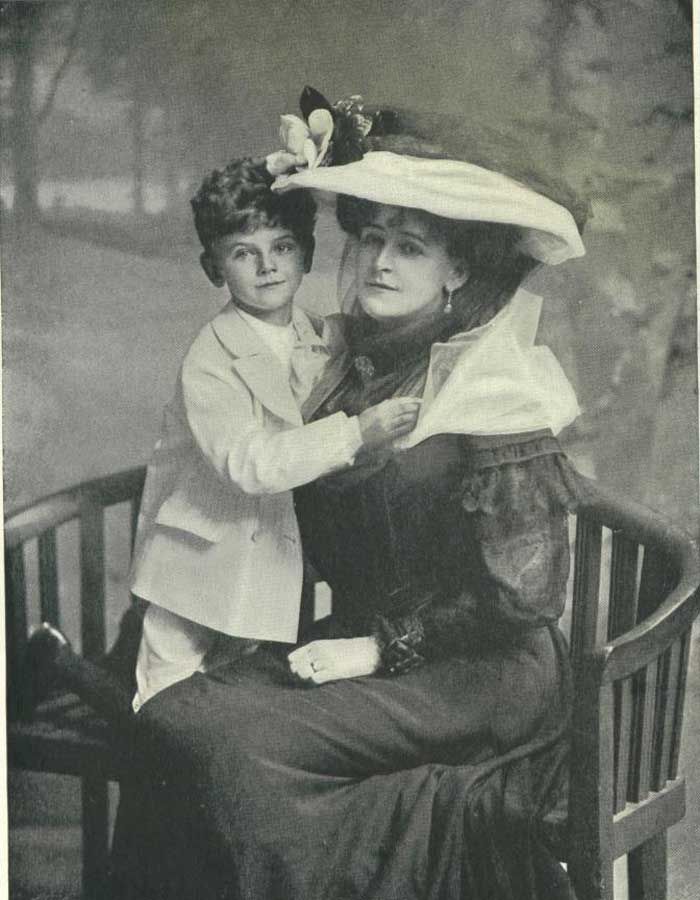
Die Countess of Warwick mit ihrem Sohn Maynard, Studio Lafayette, London 1906

- Leopold Guy Francis Greville, 6. Earl of Warwick (1882–1928) ⚭ 1909 Elfrida Marjorie Eden (1887–1943);
- Lady Marjorie Blanche Eva Greville (1884–1964), ⚭ (1) 1904 Charles Duncombe, 2. Earl of Feversham (1879–1916) (1879–1916), ⚭ (2) 1917 Sir William Beckett, 1. Baronet (1866–1937);
- Hon. Charles Algernon Cromartie Greville (1885–1887);
- Hon. Maynard Greville (1898–1960) ⚭ 1918 Dora Pape († 1957);
- Lady Mercy Greville (* 1904), ⚭ (1) 1925–1933 Basil Herbert Dean, ⚭ (2) 1933–1936 Patrick Henry Noel Gamble, ⚭ (3) ⚭ 1936 Richard Maurice Marter.

Das Ehepaar gehörte zu den Mitgliedern der Marlborough House Set, deren Oberhaupt der Prince of Wales war. In den späten 1880er Jahren machte der Thronfolger Eduard und spätere König Eduard VII. (1841–1910) Daisy zu seiner Mätresse, die zuvor eine Liaison mit Charles Beresford, 1. Baron Beresford, hatte, eine Stellung, die sie – mit Billigung ihres Mannes – einige Jahre lang innehaben sollte. Seine Ehefrau, Prinzessin Alexandra (1844–1925), akzeptierte die Geliebte und doch reiste sie für einige Monate zu ihrer Schwester, Zarin Maria Fjodorowna (1847–1928), nach Russland. Zu Lady Warwick hatte sie trotz ihrer Rolle in Eduards Leben ein recht gutes Verhältnis und genoss ihre Anwesenheit. Ihr einziger Fehler war ihre Redseligkeit, ob bei Baron Beresford oder beim Prince of Wales – daher bekam sie durch ihre Indiskretion den Spitznamen The Babbling Brooke (die plappernde Brooke). 1892 komponierte Harry Dacre das populäre Lied Daisy Bell. Lady Warwick gründete eine Nähschule bei Easton in Essex und in Easton Lodge hielt sie sich einen kleinen Privatzoo. Ihre letzten Lebensjahre verbrachte sie auf Warwick Castle, wo sie am 26. Juli 1938 starb und auch bestattet wurde.

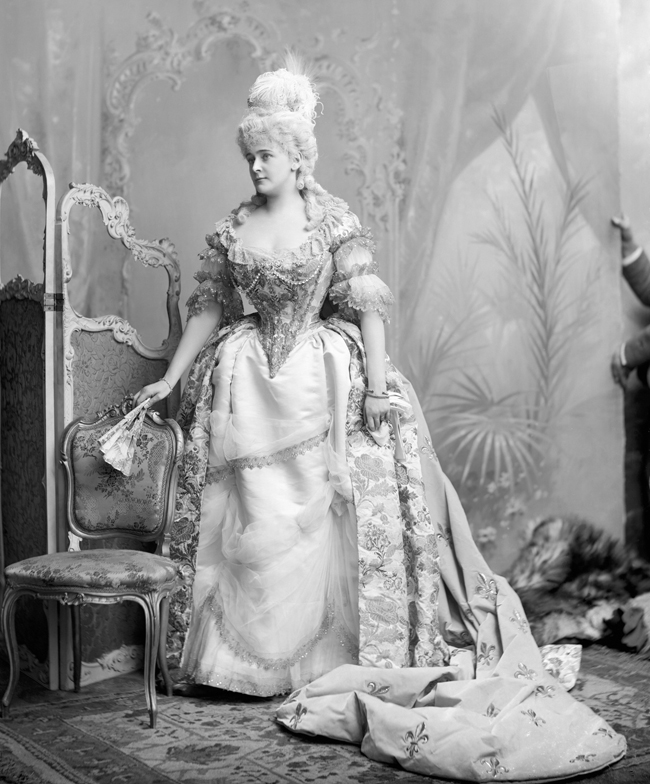
Daisy Greville, Countess of Warwick als Marie Antoinette, 1897
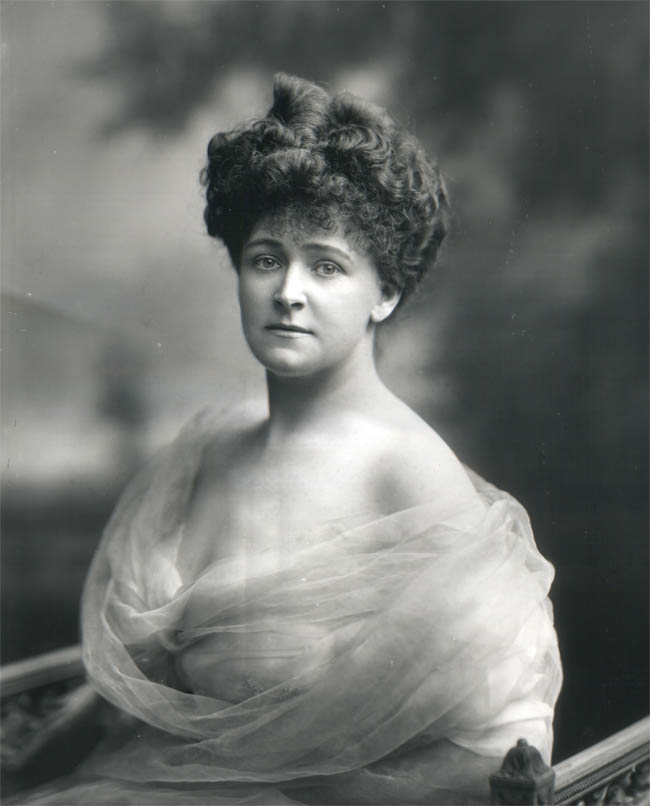
Daisy Greville, Countess of Warwick, 1899
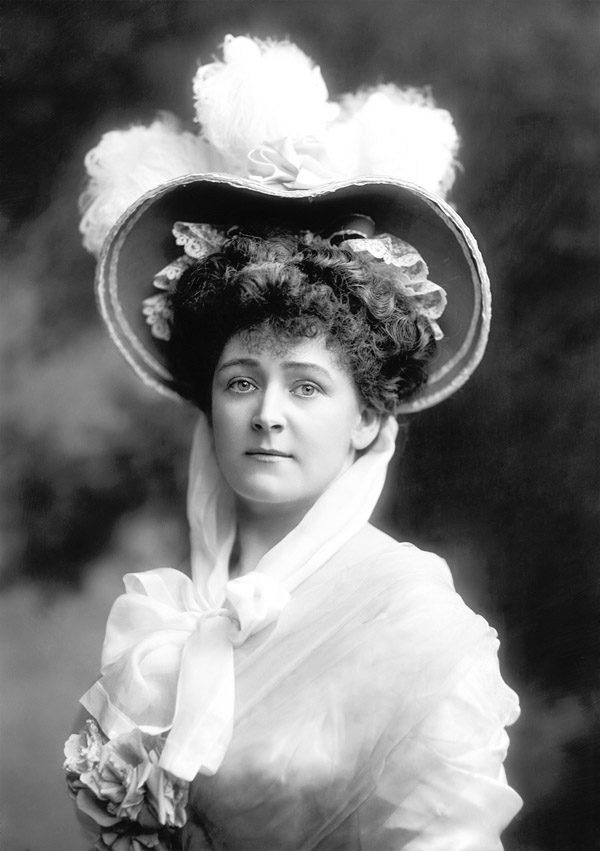
Daisy Greville, Countess of Warwick, 1899